# فینال جام حذفی فوتبال انگلستان ۱۹۶۲
فینال جام حذفی فوتبال انگلستان ۱۹۶۲، رقابت پایانی جام حذفی فوتبال انگلستان در سال ۱۹۶۲ میلادی است که مابین دو تیم باشگاه فوتبال تاتنهام و باشگاه فوتبال بارنلی در ورزشگاه ومبلی لندن برگزار شده‌است.
این مسابقه که در تاریخ ۵ مه ۱۹۶۲ انجام شده‌است با نتیجه ۳ بر ۱ به سود تیم باشگاه فوتبال تاتنهام به پایان رسید.